# Casillas de Coria
Casillas de Coria è un comune spagnolo situato nella comunità autonoma dell'Estremadura.

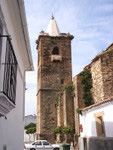
Torre della chiesa di Casillas de Coria